# عامر بوعزة
عامر بوعزة (بالفرنسية: Hameur Bouazza) (مواليد 22 فبراير 1985 في إيسون، فرنسا) هو لاعب كرة قدم جزائري وهو من ولاية سعيدة يلعب في مركز الجناح الأيسر، انضم إلى منتخب الجزائر لكرة القدم سنة 2007 وهو محترف الآن في نادي بلاكبول الإنجليزي ويتميز بالتسديدات الصاروخية والأخلاق العالية. شارك مع المنتخب الجزائري في كاس الأمم الأفريقية 2010 بانغولا حيث اقحمه المدرب السابق رابح سعدان في مباراة الجزائر ضد الكوت ديفوار وسجل هدف الفوز الثمين للجزائريين عن طريق راسية رائعة في الشوط الثالث وانتهت المباراة بنتيجة 3_2 بفوز الجزائر.
يلعب حاليا لنادي غراتزر AK النمساوي منذ أغسطس 2012 معارا من راسينغ سانتاندر الإسباني

## روابط خارجية
- عامر بوعزة على موقع الاتحاد الدولي (مؤرشف)  (الإنجليزية)
- عامر بوعزة على موقع اتحاد تركيا (لاعب) (الإنجليزية)
- عامر بوعزة على موقع قاعدة بيانات كرة القدم.إي يو (الإنجليزية)
- عامر بوعزة على موقع بيانات كرة القدم. دي إي (الألمانية)
- عامر بوعزة على موقع ناشيونال فوتبول تيمز (الإنجليزية)
- عامر بوعزة على موقع Soccerbase.com (لاعب) (الإنجليزية)
- عامر بوعزة على موقع Soccerway.com (الإنجليزية)
- عامر بوعزة على موقع عالم كرة القدم.نت (الإنجليزية)
- عامر بوعزة على موقع كووورة
- عامر بوعزة على موقع AS.com (الإسبانية)